# Залесье (Сокольский район)
Залесье — деревня в Сокольском районе Вологодской области.
Входит в состав Архангельского сельского поселения, с точки зрения административно-территориального деления — в Архангельский сельсовет.
Расстояние по автодороге до районного центра Сокола — 17 км, до центра муниципального образования Архангельского — 2 км. Ближайшие населённые пункты — Архангельское, Погорелка, Фокино.
По переписи 2002 года население — 5 человек.